# Чекрък
Чекръкът е устройство с въртящо се колело, предназначено за предене на прежда от изкуствени или естествени влакна. Представлява прост механизъм и се задвижва на принципа на велосипеда. Появява се около 11 век и заменя ръчните хурка и вретено. По-усъвършенствани уреди заменят чекръка по време на индустриалната революция.

## История
Най-ранните ясни илюстрации на чекрък са от Багдад (1237 г.), Китай (ок. 1270 г.) и Европа (ок. 1280 г.) и има доказателства, че чекръците вече са влезли в употреба в Китай и ислямския свят още през единадесети век. Според Ирфан Хабиб, въртящото се колело за предене е въведено в Индия от Иран през тринадесети век.
Според Марк Елвин, в 14 век китайските технически ръководства описват автоматично задвижвани с вода въртящи се колела. Сходни устройства не са разработени в Европа до края на 18 век. Въпреки това, това производство запада, когато за производството на влакната памукът измества конопа. То е почти забравено в 17 век. Западането на автоматично въртящото се колело в Китай е важна част от теорията на Елвин, която обяснява защо не е имало местна индустриална революция в Китай въпреки високите нива на богатство и научни познания.
Чекръкът заменя по-ранния метод за ръчно предене с хурка и вретено. Първият етап в механизиране на процеса е монтирането на шпиндела хоризонтално, за да може да се задвижва с връв или кабел, който опасва голямо, ръчно задвижващо се колело. Голямото колело е пример от този тип; при него влакното се държи в лявата ръка и колелото бавно се върти с дясната. Влакното се държи под лек ъгъл на вретеното, което осигурява необходимото усукване. Преждата след това се навива на шпиндела, като го движи, така че да образува прав ъгъл с вретеното. Този вид на чекръка, макар да е известен в Европа от 14 век, не е бил в обща употреба.
Чекръкът претърпява много подобрения, които е трудно да се следят във времето. През 1533 г. гражданин на Брауншвайг добавя педал, така че колелото да се задвижва с крак и да оставя двете ръце свободни. Леонардо да Винчи рисува чекрък, при който преждата се усуква, преди да се увие на шпиндела. През 16 век чекръкът с педал влиза в обща употреба.
През 18 век индустриалната революция има голям ефект върху предачната индустрия, като започва да механизира въртящото се колело. Люис Пол и Джон Уайът първи работят върху проблема през 1738 г., патентоват машина за предене и система за калерчето за изготвяне на вълнена прежда с по-равномерна дебелина. Използвайки не един, а два въртящи се елемента с различни скорости, преждата може да се усуква и върти по-бързо и по-ефикасно. Въпреки това те нямат много голям финансов успех. През 1771 г. Ричард Аркрайт използва водни колела за задвижване на станове за производство на памучен плат.
Съвременните предачни машини използват механични средства, за да завъртат вретеното, както и автоматичен метод да изготвят влакна, както и устройства, които да работят много вретена заедно при големи скорости, немислими в миналото.

## В културата и фолклора
В приказката на братя Грим, „Румпелщилцхен“, се разказва за жена, която е затворена и принудена да преде злато от слама. Румпелщилцхен ѝ помага в тази задача с цената на първородната рожба на жената. Все пак тя успява да запази детето си след като отгатва името му. В приказката на Шарл Перо „Спящата красавица“ принцесата убожда пръста си на вретеното на чекрък и заспива 100-годишен сън. Уолт Дисни при заснимането на филма „Спящата красавица“ включва чекръка в анимацията. Антонин Дворжак пише операта „Златният чекрък“.